# Danh sách Hành cung Bá tước xứ Rhein
Các tuyển hầu tước xứ Pfalz (Tiếng Đức: Kurfürst von der Pfalz) cai trị nhà nước Kurpfalz thuộc vương quốc Đức và sau là đế quốc La Mã Thần thánh từ năm 915 đến năm 1803. Những người giữ chức danh này đều là thành viên của một nhóm nhỏ các tuyển hầu tước tham gia vào việc bầu chọn hoàng đế La Mã Thần thánh; trong khi các hành cung bá tước đứng đầu các nhà nước nhỏ hơn thì không được tham gia vào sự kiện này.

## Hành cung Bá tước xứ Lotharingia, 915 – 1085

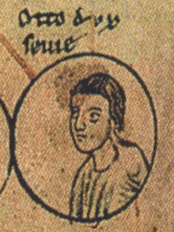
Otto I xứ Lotharingia, sau là công tước xứ Schwaben với tên hiệu là Otto II.

Nhà nước Pfalz nổi lên từ Hành cung Bá quốc xứ Lotharingia, nhà nước tồn tại đến thế kỷ thứ 10.
- Wigeric xứ Lotharingia, bá tước xứ Bidgau (c. 915/916 – 922)
- Godfrey, bá tước xứ Jülichgau (c. 940)

### Nhà Ezzonen
Trong thế kỷ thứ 11, nhà nước Pfalz được cai trị bởi gia tộc Ezzonen, những người lúc này sở hữu một số công quốc nằm rải rác dọc hai bờ sông Rhine. Những lãnh thổ này nằm tập trung hơn ở vùng Köln-Bonn, nhưng mở rộng dần về phía Nam các sông Mosel và Nahe. Điểm cực Nam của vùng lãnh thổ mà gia tộc cai trị nằm gần thành Alzey.
- Hermann I xứ Lotharingia, 945 – 996
- Ezzo xứ Lotharingia, 996 – 1034
- Otto I xứ Lotharingia, 1034 – 1045
- Heinrich I xứ Lotharingia, 1045 – 1060/1061
- Hermann II xứ Lotharingia, 1061/1064 – 1085 (Anno II, Tổng giám mục Köln nắm quyền giám hộ đến năm 1064)

## Hành cung Bá tước vùng Rhine, 1085 – 1214

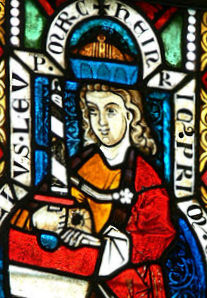
Heinrich III Jasomirgott, Hành cung Bá tước vùng Rhine từ khoảng năm 1140 đến năm 1141, sau trở thành công tước Áo.

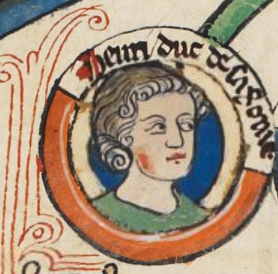
Heinrich V, Hành cung Bá tước xứ Rhine đầu tiên đến từ nhà Welf.

Từ năm 1085, sau cái chết của bà tước nhà Ezzonen cuối cùng là Hermann II, xứ Pfalz để mất nhiều lãnh thổ quan trọng ở phần Lotharingia. Lúc này vùng lãnh thổ nằm dưới quyền cai trị của họ thu hẹp dần chỉ còn lại một số bá quốc nằm dọc sông Rhine, do đó nhà nước có tên gọi mới là Hành cung Bá quốc vùng Rhien.
- Heinrich II xứ Laach, 1085 – 1095
- Siegfried xứ Ballenstedt, 1095 – 1113
- Gottfried xứ Calw, 1113 – 1129
- Wilhelm I xứ Ballenstedt, 1129 – 1140
- Otto II xứ Salm, 1140
- Heinrich III Jasomirgott, 1140 – 1141
- Hermann III xứ Stahleck, 1142 – 1155/1156

### Hành cung Bá tước nhà Staufer
Vị hành cung bá tước cha truyền con nối của vùng Rhine đầu tiên là Konrad xứ Hohenstaufen, em trai hoàng đế Friedrich Barbarossa. Những vùng lãnh thổ theo kèm với tước vị cha truyền con nối này bắt nguồn từ những vùng đất mà nhà Staufer nắm giữ ở những vùng như Rhineland và Franken (các nhánh khác của gia tộc này được nhận những vùng đất khác bao gồm cả xứ Schwaben và Franche-Comté). Các vùng đất này có nguồn gốc từ tổ tiên xa xưa, từ các hoàng đế nhà Salier, và cũng một phần từ các vùng đất bên tổ tiên nhà ngoại của Konrad, tức vùng Saarbrücken. Điều này giải thích việc cạnh tranh thừa kế bao gồm các vùng đất như Thượng và Hạ Lorraine trong các thế kỷ sau đó.
- Konrad xứ Staufen, 1156 – 1195

### Hành cung Bá tước nhà Welf
Năm 1195, nhà Welf cai trị xứ Pfalz thông qua cuộc hôn nhân với Agnes, con dâu của nhà Staufen.
- Heinrich V nhà Welf, 1195 – 1213
- Heinrich VI nhà Welf, 1213 – 1214

## Nhà Wittelsbach cai trị xứ Pfalz: Chức vị Tuyển hầu tước (1214 – 1803)
Trong cuộc hôn nhân giữa Agnes, con dâu tương lai nhà Welf vào đầu thê kỷ thứ 13, phần lãnh thổ mà gia tộc cai trị được chuyển qua cho các công tước xứ Bayern của nhà Wittelsbach, những người cũng đồng thời là hành cung bá tước xứ Bayern. Sau đó, trong quá trình mà phân chia lãnh thổ cai trị của công tước xứ Thượng Bayern Ludvík II năm 1294, nhánh lớn nhà Wittelsbachs tiến đến cai trị đồng thời các xứ Rhien Pfalz và phần lãnh thổ nằm ở phía Bắc sông Danube (vùng Nordgau) nằm tập trung quanh thành phố Amberg thuộc xứ Bayern. Với lý do gắn bó mật thiết với vùng lãnh thổ Rhien Pfalz, cái tên Thượng Pfalz (Oberpfalz) trở nên phổ biến từ đầu thế kỷ 16, nhằm phân biệt với Hạ Pfalz nằm dọc sông Rhine.
Sắc chỉ Vàng năm 1356, với ý đồ vượt qua các kế ước bên trong nhà Wittelsbach, vượt mặt nhà nước Bayern, công nhận vùng Pfalz là môt tuyển hầu quốc thế tục. Các Bá tước cũng được trao cho chức vụ cha truyền con nối là Erzamt của Đế quốc và Cha xứ Đế quốc (Reichsverweser) xứ Franken, Schwaben, vùng Rhine và Nam Đức. Từ ngoài khoảng thời đó ra, các Hành cung Bá tước vùng Rhine thường được biết đến với tên gọi khác là Hành cung Tuyển hầu tước (Kurfürst von der Pfalz). Vị trí của tuyển hầu tước đã tồn tại trước đó (ví dụ như hai vị vua Đức đối nghịch được lưạ chọn năm 1257 là Richard xứ Cornwall và Alfonso X xứ Castilla), mặc dù không rõ là chức vụ được ghi nhận sớm nhất là từ thời gian nào.
Đến khoảng đầu thế kỷ 16, liên quan đến vấn đề phân chia lãnh thổ giữa các nhánh khác nhau của dòng họ, nhánh nhỏ hơn gia tộc Wittelsbachs của nhà nước Pfalz nổi lên và cai trị một số khu vực như Simmern, Kaiserslautern, Zweibrücken ở Hạ Pfalz và Neuburg cùng Sulzbach ở Thượng Pfalz. Nhà nước Kurpfalz, lúc này cai trị chủ yếu ở vùng Heidelberg, cải đạo sang giáo hội Luther vào những năm 1530 và giáo hội Calvin vào khoảng những năm 1550 của thế kỷ 16.

### Nhà Wittelsbach

#### Sự phân chia xứ Pfalz dưới sự cai trị của nhà Wittelsbach
| Hành cung Bá quốc vùng Rhine (1214-1356)                   |                                                        |                                      |                                      |                                        |                                                                     |                                                                     |                                                                     |                                                                     |                                                                     |                                                                     |                                                                     |                                                                     |                                                                     |                                                                     |                                                                     |                                                                     |                                                                     |                                                                     |                                                                     |                                                                     |                                                                     |                                                                     |                                                                     |                                                                     |                                                                     |
| Kurpfalz (Nhánh chính) (1356-1559)                         |                                                        |                                      |                                      |                                        |                                                                     |                                                                     |                                                                     |                                                                     |                                                                     |                                                                     |                                                                     |                                                                     |                                                                     |                                                                     |                                                                     |                                                                     |                                                                     |                                                                     |                                                                     |                                                                     |                                                                     |                                                                     |                                                                     |                                                                     |                                                                     |
|                                                            |                                                        |                                      | Neumarkt (1410-1448)                 |                                        | Simmern (Phong tước lần 1) (1410-1598) Simmern-Sponheim (1559-1598) | Simmern (Phong tước lần 1) (1410-1598) Simmern-Sponheim (1559-1598) | Simmern (Phong tước lần 1) (1410-1598) Simmern-Sponheim (1559-1598) | Simmern (Phong tước lần 1) (1410-1598) Simmern-Sponheim (1559-1598) | Simmern (Phong tước lần 1) (1410-1598) Simmern-Sponheim (1559-1598) | Simmern (Phong tước lần 1) (1410-1598) Simmern-Sponheim (1559-1598) | Simmern (Phong tước lần 1) (1410-1598) Simmern-Sponheim (1559-1598) | Simmern (Phong tước lần 1) (1410-1598) Simmern-Sponheim (1559-1598) | Simmern (Phong tước lần 1) (1410-1598) Simmern-Sponheim (1559-1598) | Simmern (Phong tước lần 1) (1410-1598) Simmern-Sponheim (1559-1598) | Simmern (Phong tước lần 1) (1410-1598) Simmern-Sponheim (1559-1598) | Simmern (Phong tước lần 1) (1410-1598) Simmern-Sponheim (1559-1598) | Simmern (Phong tước lần 1) (1410-1598) Simmern-Sponheim (1559-1598) | Simmern (Phong tước lần 1) (1410-1598) Simmern-Sponheim (1559-1598) | Simmern (Phong tước lần 1) (1410-1598) Simmern-Sponheim (1559-1598) | Simmern (Phong tước lần 1) (1410-1598) Simmern-Sponheim (1559-1598) | Simmern (Phong tước lần 1) (1410-1598) Simmern-Sponheim (1559-1598) | Simmern (Phong tước lần 1) (1410-1598) Simmern-Sponheim (1559-1598) | Simmern (Phong tước lần 1) (1410-1598) Simmern-Sponheim (1559-1598) | Simmern (Phong tước lần 1) (1410-1598) Simmern-Sponheim (1559-1598) | Simmern (Phong tước lần 1) (1410-1598) Simmern-Sponheim (1559-1598) |
| Mosbach (1410-1490)                                        |                                                        |                                      |                                      |                                        | Simmern (Phong tước lần 1) (1410-1598) Simmern-Sponheim (1559-1598) | Simmern (Phong tước lần 1) (1410-1598) Simmern-Sponheim (1559-1598) | Simmern (Phong tước lần 1) (1410-1598) Simmern-Sponheim (1559-1598) | Simmern (Phong tước lần 1) (1410-1598) Simmern-Sponheim (1559-1598) | Simmern (Phong tước lần 1) (1410-1598) Simmern-Sponheim (1559-1598) | Simmern (Phong tước lần 1) (1410-1598) Simmern-Sponheim (1559-1598) | Simmern (Phong tước lần 1) (1410-1598) Simmern-Sponheim (1559-1598) | Simmern (Phong tước lần 1) (1410-1598) Simmern-Sponheim (1559-1598) | Simmern (Phong tước lần 1) (1410-1598) Simmern-Sponheim (1559-1598) | Simmern (Phong tước lần 1) (1410-1598) Simmern-Sponheim (1559-1598) | Simmern (Phong tước lần 1) (1410-1598) Simmern-Sponheim (1559-1598) | Simmern (Phong tước lần 1) (1410-1598) Simmern-Sponheim (1559-1598) | Simmern (Phong tước lần 1) (1410-1598) Simmern-Sponheim (1559-1598) | Simmern (Phong tước lần 1) (1410-1598) Simmern-Sponheim (1559-1598) | Simmern (Phong tước lần 1) (1410-1598) Simmern-Sponheim (1559-1598) | Simmern (Phong tước lần 1) (1410-1598) Simmern-Sponheim (1559-1598) | Simmern (Phong tước lần 1) (1410-1598) Simmern-Sponheim (1559-1598) | Simmern (Phong tước lần 1) (1410-1598) Simmern-Sponheim (1559-1598) | Simmern (Phong tước lần 1) (1410-1598) Simmern-Sponheim (1559-1598) | Simmern (Phong tước lần 1) (1410-1598) Simmern-Sponheim (1559-1598) | Simmern (Phong tước lần 1) (1410-1598) Simmern-Sponheim (1559-1598) |
|                                                            | Zweibrücken (Nhánh chính) (1459-1661)                  |                                      |                                      |                                        |                                                                     |                                                                     |                                                                     |                                                                     |                                                                     |                                                                     |                                                                     |                                                                     |                                                                     |                                                                     |                                                                     |                                                                     |                                                                     |                                                                     |                                                                     |                                                                     |                                                                     |                                                                     |                                                                     |                                                                     |                                                                     |
|                                                            |                                                        |                                      |                                      |                                        |                                                                     |                                                                     |                                                                     |                                                                     |                                                                     |                                                                     |                                                                     |                                                                     |                                                                     |                                                                     |                                                                     |                                                                     |                                                                     |                                                                     |                                                                     |                                                                     |                                                                     |                                                                     |                                                                     |                                                                     |                                                                     |
| Neuburg (Phong tước lần 1) (1505-1557)                     |                                                        |                                      |                                      |                                        |                                                                     |                                                                     |                                                                     |                                                                     |                                                                     |                                                                     |                                                                     |                                                                     |                                                                     |                                                                     |                                                                     |                                                                     |                                                                     |                                                                     |                                                                     |                                                                     |                                                                     |                                                                     |                                                                     |                                                                     |                                                                     |
| Veldenz (1543-1694)                                        |                                                        |                                      |                                      |                                        |                                                                     |                                                                     |                                                                     |                                                                     |                                                                     |                                                                     |                                                                     |                                                                     |                                                                     |                                                                     |                                                                     |                                                                     |                                                                     |                                                                     |                                                                     |                                                                     |                                                                     |                                                                     |                                                                     |                                                                     |                                                                     |
| Trở thành một phần xứ Zweibrücken                          |                                                        |                                      |                                      |                                        |                                                                     |                                                                     |                                                                     |                                                                     |                                                                     |                                                                     |                                                                     |                                                                     |                                                                     |                                                                     |                                                                     |                                                                     |                                                                     |                                                                     |                                                                     |                                                                     |                                                                     |                                                                     |                                                                     |                                                                     |                                                                     |
| Kurpfalz (Nhánh Simmern, Phong tước lần 1) (1559-1623)     |                                                        |                                      |                                      |                                        |                                                                     |                                                                     |                                                                     |                                                                     |                                                                     |                                                                     |                                                                     |                                                                     |                                                                     |                                                                     |                                                                     |                                                                     |                                                                     |                                                                     |                                                                     |                                                                     |                                                                     |                                                                     |                                                                     |                                                                     |                                                                     |
| Neuburg (Phong tước lần 2) (1569-1685)                     | Zweibrücken-Vohenstrauss-Parkstein (1569-1597)         |                                      |                                      |                                        |                                                                     |                                                                     |                                                                     |                                                                     |                                                                     |                                                                     |                                                                     |                                                                     |                                                                     |                                                                     |                                                                     | Zweibrücken-Birkenfeld (1569-1731)                                  | Zweibrücken-Birkenfeld (1569-1731)                                  | Zweibrücken-Birkenfeld (1569-1731)                                  | Sulzbach (Phong tước lần 1) (1569-1604)                             |                                                                     |                                                                     |                                                                     |                                                                     |                                                                     |                                                                     |
| Neuburg (Phong tước lần 2) (1569-1685)                     | Trở thánh một phần xứ Neuburg (1597-1684)              |                                      |                                      |                                        |                                                                     |                                                                     |                                                                     |                                                                     |                                                                     |                                                                     |                                                                     |                                                                     |                                                                     |                                                                     |                                                                     | Zweibrücken-Birkenfeld (1569-1731)                                  | Zweibrücken-Birkenfeld (1569-1731)                                  | Zweibrücken-Birkenfeld (1569-1731)                                  | Sulzbach (Phong tước lần 1) (1569-1604)                             |                                                                     |                                                                     |                                                                     |                                                                     |                                                                     |                                                                     |
| Neuburg (Phong tước lần 2) (1569-1685)                     |                                                        |                                      |                                      |                                        |                                                                     |                                                                     |                                                                     |                                                                     |                                                                     |                                                                     |                                                                     |                                                                     |                                                                     |                                                                     |                                                                     | Zweibrücken-Birkenfeld (1569-1731)                                  | Zweibrücken-Birkenfeld (1569-1731)                                  | Zweibrücken-Birkenfeld (1569-1731)                                  | Sulzbach (Phong tước lần 1) (1569-1604)                             |                                                                     |                                                                     |                                                                     |                                                                     |                                                                     |                                                                     |
| Neuburg (Phong tước lần 2) (1569-1685)                     |                                                        |                                      |                                      |                                        |                                                                     |                                                                     |                                                                     |                                                                     |                                                                     |                                                                     |                                                                     |                                                                     | Landsberg (1604-1661)                                               | Kleeburg (1604-1718)                                                | Trở thành một phần xứ Neuburg                                       | Zweibrücken-Birkenfeld (1569-1731)                                  | Zweibrücken-Birkenfeld (1569-1731)                                  | Zweibrücken-Birkenfeld (1569-1731)                                  |                                                                     |                                                                     |                                                                     |                                                                     |                                                                     |                                                                     |                                                                     |
| Neuburg (Phong tước lần 2) (1569-1685)                     |                                                        |                                      |                                      | Simmern (Phong tước lần 2) (1610-1674) |                                                                     |                                                                     |                                                                     |                                                                     |                                                                     |                                                                     |                                                                     |                                                                     | Landsberg (1604-1661)                                               | Kleeburg (1604-1718)                                                | Trở thành một phần xứ Neuburg                                       | Zweibrücken-Birkenfeld (1569-1731)                                  | Zweibrücken-Birkenfeld (1569-1731)                                  | Zweibrücken-Birkenfeld (1569-1731)                                  |                                                                     |                                                                     |                                                                     |                                                                     |                                                                     |                                                                     |                                                                     |
| Neuburg (Phong tước lần 2) (1569-1685)                     | Sulzbach (Phong tước lần 2) (1614-1742)                |                                      |                                      |                                        |                                                                     |                                                                     |                                                                     |                                                                     |                                                                     |                                                                     |                                                                     |                                                                     | Landsberg (1604-1661)                                               | Kleeburg (1604-1718)                                                |                                                                     | Zweibrücken-Birkenfeld (1569-1731)                                  | Zweibrücken-Birkenfeld (1569-1731)                                  | Zweibrücken-Birkenfeld (1569-1731)                                  |                                                                     |                                                                     |                                                                     |                                                                     |                                                                     |                                                                     |                                                                     |
| Neuburg (Phong tước lần 2) (1569-1685)                     | Zweibrücken-Birkenfeld-Bischweiler (1615-1671)         |                                      |                                      |                                        |                                                                     |                                                                     |                                                                     |                                                                     |                                                                     |                                                                     |                                                                     |                                                                     | Landsberg (1604-1661)                                               | Kleeburg (1604-1718)                                                |                                                                     |                                                                     |                                                                     |                                                                     |                                                                     |                                                                     |                                                                     |                                                                     |                                                                     |                                                                     |                                                                     |
| Neuburg (Phong tước lần 2) (1569-1685)                     | Trở thành một phần của Tuyển hầu quốc Bayern           |                                      |                                      |                                        |                                                                     |                                                                     |                                                                     |                                                                     |                                                                     |                                                                     |                                                                     |                                                                     | Landsberg (1604-1661)                                               | Kleeburg (1604-1718)                                                |                                                                     |                                                                     |                                                                     |                                                                     |                                                                     |                                                                     |                                                                     |                                                                     |                                                                     |                                                                     |                                                                     |
| Neuburg (Phong tước lần 2) (1569-1685)                     | Kurpfalz (Nhánh Simmern, Phong tước lần 2) (1648-1685) |                                      |                                      |                                        |                                                                     |                                                                     |                                                                     |                                                                     |                                                                     |                                                                     |                                                                     |                                                                     | Landsberg (1604-1661)                                               | Kleeburg (1604-1718)                                                |                                                                     |                                                                     |                                                                     |                                                                     |                                                                     |                                                                     |                                                                     |                                                                     |                                                                     |                                                                     |                                                                     |
| Neuburg (Phong tước lần 2) (1569-1685)                     | Zweibrücken-Birkenfeld-Gelnhausen (1654-1799)          |                                      |                                      |                                        |                                                                     |                                                                     |                                                                     |                                                                     |                                                                     |                                                                     |                                                                     |                                                                     | Landsberg (1604-1661)                                               | Kleeburg (1604-1718)                                                |                                                                     |                                                                     |                                                                     |                                                                     |                                                                     |                                                                     |                                                                     |                                                                     |                                                                     |                                                                     |                                                                     |
| Neuburg (Phong tước lần 2) (1569-1685)                     | Zweibrücken (Nhánh Landsberg) (1661-1677)              |                                      |                                      |                                        |                                                                     |                                                                     |                                                                     |                                                                     |                                                                     |                                                                     |                                                                     |                                                                     |                                                                     | Kleeburg (1604-1718)                                                |                                                                     |                                                                     |                                                                     |                                                                     |                                                                     |                                                                     |                                                                     |                                                                     |                                                                     |                                                                     |                                                                     |
| Neuburg (Phong tước lần 2) (1569-1685)                     |                                                        |                                      |                                      |                                        |                                                                     |                                                                     |                                                                     |                                                                     |                                                                     |                                                                     |                                                                     |                                                                     |                                                                     | Kleeburg (1604-1718)                                                |                                                                     |                                                                     |                                                                     |                                                                     |                                                                     |                                                                     |                                                                     |                                                                     |                                                                     |                                                                     |                                                                     |
| Neuburg (Phong tước lần 2) (1569-1685)                     |                                                        |                                      |                                      |                                        |                                                                     |                                                                     |                                                                     |                                                                     |                                                                     |                                                                     |                                                                     |                                                                     |                                                                     | Kleeburg (1604-1718)                                                |                                                                     |                                                                     |                                                                     |                                                                     |                                                                     |                                                                     |                                                                     |                                                                     |                                                                     |                                                                     |                                                                     |
| Neuburg (Phong tước lần 2) (1569-1685)                     | Sát nhập vào Vương quốc Pháp                           |                                      |                                      |                                        |                                                                     |                                                                     |                                                                     |                                                                     |                                                                     |                                                                     |                                                                     |                                                                     |                                                                     | Kleeburg (1604-1718)                                                |                                                                     |                                                                     |                                                                     |                                                                     |                                                                     |                                                                     |                                                                     |                                                                     |                                                                     |                                                                     |                                                                     |
| Kurpfalz (Nhánh Neuburg) (1685-1742)                       | Kurpfalz (Nhánh Neuburg) (1685-1742)                   | Kurpfalz (Nhánh Neuburg) (1685-1742) | Kurpfalz (Nhánh Neuburg) (1685-1742) | Kurpfalz (Nhánh Neuburg) (1685-1742)   | Kurpfalz (Nhánh Neuburg) (1685-1742)                                | Trờ thành một phần của nhà nước Kurpfalz (1685-1694)                |                                                                     |                                                                     |                                                                     |                                                                     |                                                                     |                                                                     |                                                                     | Kleeburg (1604-1718)                                                |                                                                     |                                                                     |                                                                     |                                                                     |                                                                     |                                                                     |                                                                     |                                                                     |                                                                     |                                                                     |                                                                     |
| Kurpfalz (Nhánh Neuburg) (1685-1742)                       | Kurpfalz (Nhánh Neuburg) (1685-1742)                   | Kurpfalz (Nhánh Neuburg) (1685-1742) | Kurpfalz (Nhánh Neuburg) (1685-1742) | Kurpfalz (Nhánh Neuburg) (1685-1742)   | Kurpfalz (Nhánh Neuburg) (1685-1742)                                | Trờ thành một phần của nhà nước Kurpfalz (1685-1694)                | Zweibrücken(Nhánh Kleeburg Thụy Điển, Phong tước lần 1) (1693-1718) |                                                                     |                                                                     |                                                                     |                                                                     |                                                                     |                                                                     | Kleeburg (1604-1718)                                                |                                                                     |                                                                     |                                                                     |                                                                     |                                                                     |                                                                     |                                                                     |                                                                     |                                                                     |                                                                     |                                                                     |
|                                                            |                                                        |                                      |                                      |                                        |                                                                     |                                                                     |                                                                     |                                                                     |                                                                     |                                                                     |                                                                     |                                                                     |                                                                     | Kleeburg (1604-1718)                                                |                                                                     |                                                                     |                                                                     |                                                                     |                                                                     |                                                                     |                                                                     |                                                                     |                                                                     |                                                                     |                                                                     |
| Zweibrücken (Nhánh Kleeburg, Phong tước lần 2) (1718-1731) |                                                        |                                      |                                      |                                        |                                                                     |                                                                     |                                                                     |                                                                     |                                                                     |                                                                     |                                                                     |                                                                     |                                                                     |                                                                     |                                                                     |                                                                     |                                                                     |                                                                     |                                                                     |                                                                     |                                                                     |                                                                     |                                                                     |                                                                     |                                                                     |
| Zweibrücken (Nhánh Birkenfeld) (1731-1799)                 |                                                        |                                      |                                      |                                        |                                                                     |                                                                     |                                                                     |                                                                     |                                                                     |                                                                     |                                                                     |                                                                     |                                                                     |                                                                     |                                                                     |                                                                     |                                                                     |                                                                     |                                                                     |                                                                     |                                                                     |                                                                     |                                                                     |                                                                     |                                                                     |
| Kurpfalz (Nhánh Sulzbach) (1742-1799)                      |                                                        |                                      |                                      |                                        |                                                                     |                                                                     |                                                                     |                                                                     |                                                                     |                                                                     |                                                                     |                                                                     |                                                                     |                                                                     |                                                                     |                                                                     |                                                                     |                                                                     |                                                                     |                                                                     |                                                                     |                                                                     |                                                                     |                                                                     |                                                                     |
| Kurpfalz (Nhánh Zweibrücken) (1799-1803)                   |                                                        |                                      |                                      |                                        |                                                                     |                                                                     |                                                                     |                                                                     |                                                                     |                                                                     |                                                                     |                                                                     |                                                                     |                                                                     |                                                                     |                                                                     |                                                                     |                                                                     |                                                                     |                                                                     |                                                                     |                                                                     |                                                                     |                                                                     |                                                                     |

#### Bảng danh sách những người cai trị
| Tên | Chân dung   | Sinh – mất                                   | Thời gian cai trị                             | Phần lãnh thổ cai trị                   | Hôn nhân |
| --- | ----------- | -------------------------------------------- | --------------------------------------------- | --------------------------------------- | --- |
| Ludwig I Xứ Kelheimer | không khung | 23 tháng 12 năm 1173 – 15 tháng 9 năm 1231   | 1214 – 1231                                   | Hành cung Bá quốc vùng Rhine            | Ludmila xứ Bohemia Mùa thu năm 1204 1 người con |
| Otto II Nổi tiếng | không khung | 7 tháng 4 năm 1206 – 29 tháng 11 năm 1253    | 1228 – 1253                                   | Hành cung Bá quốc vùng Rhine            | Agnes xứ Pfalz Tháng 5 năm 1222 5 người con |
| Ludwig II Nghiêm khắc | không khung | 13 tháng 4 năm 1229 – 2 tháng 2 năm 1294     | 1253 – 1294                                   | Hành cung Bá quốc vùng Rhine            | Maria xứ Brabant 2 tháng 8 năm 1254 (bị xử tử) Không có con Anna xứ Głogów 24 tháng 8 năm 1260 2/3 người con Mathilde của Áo 24 tháng 10 năm 1273 4/5 người con                                     |
| Trong thời kỳ phân chia sau đó giữa những người con của Ludwig năm 1294, nhánh lớn của nhà Wittelsbachs sở hữu vùng Rhine Platz và phần lãnh thổ của cứ Bayern phía Bắc sông Danube (còn gọi là vùng Nordgau) tập trung quanh thị trấn Amberg. Với lý do gắn bó mật thiết với vùng lãnh thổ Rhien Pfalz, cái tên Thượng Pfalz (Oberpfalz) trở nên phổ biến từ đầu thế kỷ 16, nhằm phân biệt với Hạ Pfalz nằm dọc sông Rhine. |             |                                              |                                               |                                         | |
| Rudolf I Nói lắp | không khung | 4 tháng 10 năm 1274 – 12 tháng 8 năm 1319    | 1294 – 1317                                   | Hành cung Bá quốc vùng Rhine            | Mechthild xứ Nassau 1 tháng 9 năm 1294 6 người con |
| Năm 1327, Ludwig IV, Công tước xứ Bayern đánh chiếm xứ Pfalz nhưng không được công nhận là Hành cung Bá tước khi mà ông này phải đối phó với những yêu sách của cháu trai lớn của ông là Adolf, Hành cung Bá tước vùng Rhine. 10 năm sau đó, chức vụ Hành cung Bá tước này được trao cho cháu trai của Ludwig, tức con trai của Rudolph. Với hòa ước Travia năm 1329, với vai trò là Hoàng đế La Mã Thần thánh, Ludwig tuyên bố khẳng định quyền lực đối với vùng đất của mình, đẩy lùi kẻ tiếm vị Adolf.                                                  |             |                                              |                                               |                                         | |
| Rudolf II Mù | không khung | 8 tháng 8 năm 1306 – 4 tháng 10 năm 1353     | 4 tháng 8 năm 1329 – 4 tháng 10 năm 1353      | Hành cung Bá quốc vùng Rhine            | Anna xứ Kärnten-Tirol 1328 1 người con Margherita xứ Sicilia 1348 Không có con |
| Sắc chỉ Vàng năm 1356 chính thức xác nhận rằng các Hành cung Bá tước của vùng được phép tham gia bầu chọn Hoàng đế La Mã Thần thánh, chức vụ liên quan tới các Hành cung Tuyển hầu tước. Rudolf không có hậu duệ thừa kế ngôi vị, và do đó chức vụ này rơi vào tay người chú của ông là Ruprecht, con của kẻ tiếm vị là Bá tước Adolf. |             |                                              |                                               |                                         | |
| Ruprecht I Đỏ | không khung | 9 tháng 6 năm 1309 – 16 tháng 2 năm 1390     | 1353 – 1356                                   | Hành cung Bá quốc vùng Rhine            | Elisabeth xứ Namur 1350/1358 (?) Không có con Beatrix xứ Berg 1385 Không có con |
| Ruprecht I Đỏ | không khung | 9 tháng 6 năm 1309 – 16 tháng 2 năm 1390     | 10 tháng 1 năm 1356 – 16 tháng 2 năm 1390     | Kurpfalz                                | Elisabeth xứ Namur 1350/1358 (?) Không có con Beatrix xứ Berg 1385 Không có con |
| Ruprecht II Chăm chỉ | không khung | 12 tháng 5 năm 1325 – 6 tháng 1 năm 1398     | 10 tháng 1 năm 1356 – 16 tháng 2 năm 1390     | Kurpfalz                                | Beatrice xứ Sicilia 1345 7 người con |
| Ruprecht III Ngay thẳng | không khung | 5 tháng 5 năm 1352 – 18 tháng 5 năm 1410     | 6 tháng 1 năm 1398 – 18 tháng 5 năm 1410      | Kurpfalz                                | Elisabeth xứ Nürnberg 27 tháng 6 năm 1374 9 người con |
| Ludwig III Có râu | không khung | 23 tháng 1 năm 1378 – 30 tháng 12 năm 1436   | 18 tháng 5 năm 1410 – 30 tháng 12 năm 1436    | Kurpfalz                                | Blanche của Anh 6 tháng 7 năm 1402 1 người con Matilde xứ Savoia 30 tháng 11 năm 1417 5 người con                                                                                                   |
| Stefan I | không khung | 23 tháng 6 năm 1385 – 14 tháng 2 năm 1459    | 3 tháng 10 năm 1410 – 14 tháng 2 năm 1459     | Pfalz-Simmern                           | Anna xứ Veldenz 1409 8 người con |
| Johann I | không khung | 1383 – 14 tháng 3 năm 1443                   | 3 tháng 10 năm 1410 – 14 tháng 3 năm 1443     | Pfalz-Neumarkt                          | Katharina xứ Pomerania 15 tháng 9 năm 1407 7 người con Beatrix xứ Bayern 1428 Không có con |
| Otto I | không khung | 24 tháng 8 năm 1390 – 5 tháng 7 năm 1461     | 3 tháng 10 năm 1410 – 5 tháng 7 năm 1461      | Pfalz-Mosbach                           | Johanna xứ Bayern-Landshut 15 tháng 1 năm 1430 9 người con |
| Ludwig IV Hiền lành | không khung | 1 tháng 1 năm 1424 – 13 tháng 8 năm 1449     | 30 tháng 12 năm 1436 – 13 tháng 8 năm 1449    | Kurpfalz                                | Margherita xứ Savoia 1445 1 người con |
| Christoph I | không khung | 26 tháng 2 năm 1416 – 5/6 tháng 1 năm 1448   | 1443 – 5/6 tháng 1 năm 1448                   | Pfalz-Neumarkt                          | Dorothea xứ Brandenburg 12 tháng 9 năm 1445 Không có con |
| Neumarkt chính thức sát nhập vào xứ Pfalz-Mosbach |             |                                              |                                               |                                         | |
| Friedrich I Chiến thắng | không khung | 1 tháng 8 năm 1425 – 12 tháng 12 năm 1476    | 13 tháng 8 năm 1449 – 12 tháng 12 năm 1476    | Kurpfalz                                | Clara Tott (Quý tiện kết hôn) 1462 (?) 2 người con |
| Friedrich I Xứ Hunsrück |             | 19 tháng 11 năm 1417 – 29 tháng 11 năm 1480  | 14 tháng 2 năm 1459 – 29 tháng 11 năm 1480    | Pfalz-Simmern                           | Margaret xứ Geldern 6 tháng 8 năm 1454 10 người con |
| Ludwig I Đen |             | 1424 – 19 tháng 7 năm 1489                   | 14 tháng 2 năm 1459 – 19 tháng 7 năm 1489     | Pfalz-Zweibrücken                       | Johanna xứ Croÿ 20 tháng 3 năm 1464 12 người con |
| Otto II Nhà Toán học | không khung | 26 tháng 6 năm 1435 – 8 tháng 4 năm 1499     | 5 tháng 7 năm 1461 – 8 tháng 4 năm 1499       | Pfalz-Mosbach                           | Không kết hôn |
| Mosbach chính thức sát nhập vào xứ Kurpfalz |             |                                              |                                               |                                         | |
| Philipp I Thật thà / Quý tộc | không khung | 14 tháng 7 năm 1448 – 28 tháng 2 năm 1508    | 12 tháng 12 năm 1476 – 28 tháng 2 năm 1508    | Kurpfalz                                | Margarete xứ Bayern 1474 14 người con |
| Johann I | không khung | 15 tháng 5 năm 1459 – 27 tháng 1 năm 1509    | 1480 – 1509                                   | Pfalz-Simmern                           | Johanna xứ Nassau-Saarbrücken 29 tháng 9 năm 1481 3 người con |
| Kaspar |             | 11 tháng 7 năm 1459 – khoảng mùa hè năm 1527 | 1489 – 1490                                   | Pfalz-Zweibrücken                       | Amalie xứ Brandenburg 19 tháng 4 năm 1478 Không có con |
| Alexander Cụt chân |             | 26 tháng 11 năm 1462 – 21 tháng 10 năm 1514  | 1490 – 1514                                   | Pfalz-Zweibrücken                       | Margarete xứ Hohenlohe-Neuenstein 21 tháng 1 năm 1499 6 người con |
| Ottheinrich I | không khung | 10 tháng 4 năm 1502 – 12 tháng 2 năm 1559    | 30 tháng 7 năm 1505 – 1557                    | Pfalz-Neuburg                           | Susanna xứ Bayern 16 tháng 10 năm 1529 Không có con |
| Philipp I Hiếu chiến | không khung | 12 tháng 11 năm 1503 – 4 tháng 7 năm 1548    | 30 tháng 7 năm 1505 – 1541                    | Pfalz-Neuburg                           | Không kết hôn |
| Ludwig V Hòa bình | không khung | 2 tháng 7 năm 1478 – 16 tháng 3 năm 1544     | 28 tháng 2 năm 1508 – 16 tháng 3 năm 1544     | Kurpfalz                                | Sibylle xứ Bayern 23 tháng 2 năm 1511 Không có con |
| Johann II | không khung | 21 tháng 3 năm 1492 – 18 tháng 5 năm 1557    | 21 tháng 7 năm 1509 – 18 tháng 5 năm 1557     | Pfalz-Simmern                           | Beatrix xứ Baden 22 tháng 5 năm 1508 12 người con |
| Ludwig II Ludwig Trẻ | không khung | 14 tháng 9 năm 1502 – 3 tháng 12 năm 1532    | 21 tháng 10 năm 1514 – 3 tháng 12 năm 1532    | Pfalz-Zweibrücken                       | Elisabeth xứ Hessen 10 tháng 9 năm 1525 2 người con |
| Rupert I | không khung | 1506 – 28 tháng 7 năm 1544                   | 3 tháng 12 năm 1532 – 28 tháng 7 năm 1544     | Pfalz-Zweibrücken                       | Ursula xứ Salm-Kyrburg 23/28 tháng 6 năm 1537 3 người con |
| Rupert I | không khung | 1506 – 28 tháng 7 năm 1544                   | 3 tháng 10 năm 1543 – 28 tháng 7 năm 1544     | Pfalz-Veldenz                           | Ursula xứ Salm-Kyrburg 23/28 tháng 6 năm 1537 3 người con |
| Wolfgang I | không khung | 26 tháng 9 năm 1526 – 11 tháng 6 năm 1569    | 3 tháng 12 năm 1532 – 11 tháng 6 năm 1569     | Pfalz-Zweibrücken                       | Anna xứ Hesse 24 tháng 2 năm 1454 13 người con |
| Wolfgang I | không khung | 26 tháng 9 năm 1526 – 11 tháng 6 năm 1569    | 18 tháng 5 năm 1557 – 11 tháng 6 năm 1569     | Pfalz-Neuburg và Pfalz-Zweibrücken      | Anna xứ Hesse 24 tháng 2 năm 1454 13 người con |
| Friedrich II Thông thái | không khung | 9 tháng 12 năm 1482 – 26 tháng 2 năm 1556    | 16 tháng 3 năm 1544 – 26 tháng 12 năm 1556    | Kurpfalz                                | Dorothea của Đan Mạch 18 tháng 5 năm 1535 Không có con |
| (Hội đồng nhiếp chính: 1544 – c.1560) |             |                                              |                                               |                                         | |
| Georg Johann I Gian xảo | không khung | 11 tháng 4 năm 1543 – 18 tháng 4 năm 1592    | c. 1560 – 18 tháng 4 năm 1592                 | Pfalz-Veldenz                           | Anna của Thụy Điển 20 tháng 12 năm 1562 11 người con |
| Ottheinrich I | không khung | 10 tháng 4 năm 1502 – 12 tháng 2 năm 1559    | 26 tháng 12 năm 1556 – 12 tháng 2 năm 1559    | Kurpfalz                                | Susanna xứ Bayern 16 tháng 10 năm 1529 Không có con |
| Friedrich III Mộ đạo | không khung | 14 tháng 2 năm 1515 – 16 tháng 10 năm 1576   | 18 tháng 5 năm 1557 – 12 tháng 2 năm 1559     | Pfalz-Simmern                           | Marie xứ Brandenburg-Kulmbach 21 tháng 10 năm 1537 12 người con Amalia xứ Neuenahr 25 tháng 1 năm 1569 Không có con                                                                                 |
| Friedrich III Mộ đạo | không khung | 14 tháng 2 năm 1515 – 16 tháng 10 năm 1576   | 12 tháng 2 năm 1559 – 26 tháng 10 năm 1576    | Kurpfalz                                | Marie xứ Brandenburg-Kulmbach 21 tháng 10 năm 1537 12 người con Amalia xứ Neuenahr 25 tháng 1 năm 1569 Không có con                                                                                 |
| Georg |             | 20 tháng 2 năm 1518 – 17 tháng 5 năm 1569    | 12 tháng 2 năm 1559 – 17 tháng 5 năm 1569     | Pfalz-Simmern                           | Elisabeth xứ Hessen 9 tháng 1 năm 1541 1 người con |
| Reichard | không khung | 25 tháng 7 năm 1521 – 13 tháng 1 năm 1598    | 17 tháng 5 năm 1569 – 13 tháng 1 năm 1598     | Pfalz-Simmern                           | Juliana xứ Wied 30 tháng 7 năm 1569 4 người con Emilie xứ Württemberg 29 tháng 5 năm 1578 Không có con Anna Margaretha xứ Pfalz-Veldenz 14 tháng 12 năm 1589 Không có con                           |
| Simmern sát nhập trong một thời gian ngắn vào nhà nước Kurpfalz (1598–1610) |             |                                              |                                               |                                         | |
| Johann I | không khung | 8 tháng 5 năm 1550 – 12 tháng 8 năm 1604     | 11 tháng 6 năm 1569 – 12 tháng 8 năm 1604     | Pfalz-Zweibrücken                       | Magdalena xứ Jülich-Kleve-Berg 1579 9 người con |
| Frederick I | không khung | 11 tháng 4 năm 1557 – 17 tháng 12 năm 1597   | 11 tháng 6 năm 1569 – 17 tháng 12 năm 1597    | Pfalz-Zweibrücken-Vohenstrauß-Parkstein | Katharina Sophia xứ Liegnitz 26 tháng 2 năm 1587 3 người con |
| Zweibrücken-Vohenstrauss-Parkstein sát nhập vào xứ Pfalz-Neuburg |             |                                              |                                               |                                         | |
| Otto Heinrich | không khung | 22 tháng 7 năm 1556 – 29 tháng 8 năm 1604    | 11 tháng 6 năm 1569 – 29 tháng 8 năm 1604     | Pfalz-Sulzbach                          | Maria Dorothea xứ Württemberg 25 tháng 11 năm 1582 13 người con |
| Karl I | không khung | 4 tháng 9 năm 1560 – 16 tháng 12 năm 1600    | 11 tháng 6 năm 1569 – 16 tháng 12 năm 1600    | Pfalz-Zweibrücken-Birkenfeld            | Dorothea xứ Braunschweig-Lüneburg 13/23 tháng 2 năm 1586 4 người con |
| Philipp Ludwig | không khung | 2 tháng 10 năm 1547 – 22 tháng 8 năm 1614    | 11 tháng 6 năm 1569 – 29 tháng 8 năm 1604     | Pfalz-Neuburg                           | Anna xứ Jülich-Kleve-Berg 27 tháng 9 năm 1574 8 người con |
| Philipp Ludwig | không khung | 2 tháng 10 năm 1547 – 22 tháng 8 năm 1614    | 29 tháng 8 năm 1604 – 22 tháng 8 năm 1614     | Pfalz-Neuburg và Pfalz-Sulzbach         | Anna xứ Jülich-Kleve-Berg 27 tháng 9 năm 1574 8 người con |
| Ludwig VI Bất cẩn | không khung | 4 tháng 7 năm 1539 – 22 tháng 10 năm 1583    | 26 tháng 10 năm 1576 – 22 tháng 10 năm 1583   | Kurpfalz                                | Elisabeth xứ Hessen 8 tháng 7 năm 1560 12 người con Anna xứ Ostfriesland 12 tháng 7 năm 1583 Không có con                                                                                           |
| Friedrich IV Ngay thẳng | không khung | 5 tháng 3 năm 1574 – 19 tháng 9 năm 1610     | 22 tháng 10 năm 1583 – 19 tháng 9 năm 1610    | Kurpfalz                                | Louise Juliana xứ Nassau 23 tháng 6 năm 1593 8 người con |
| Anna của Thụy Điển (Nhiếp chính) | không khung | 19 tháng 6 năm 1545 – 20 tháng 3 năm 1610    | 18 tháng 4 năm 1592 – 1598                    | Pfalz-Veldenz                           | Georg Johann I 20 tháng 12 năm 1562 11 người con |
| George Gustav | không khung | 6 tháng 2 năm 1564 – 3 tháng 6 năm 1634      | 1598 – 3 tháng 6 năm 1634                     | Pfalz-Veldenz                           | Elisabeth xứ Württemberg 30 tháng 10 năm 1586 Không có con Marie Elisabeth xứ Zweibrücken 17 tháng 5 năm 1601 11 người con                                                                          |
| Johann August | không khung | 26 tháng 11 năm 1575 – 18 tháng 9 năm 1611   | 1598 – 18 tháng 9 năm 1611                    | Pfalz-Veldenz (Lützelstein)             | Anna Elisabeth xứ Pfalz 1599 Không có con |
| Ludwig Philipp | không khung | 24 tháng 11 năm 1577 – 24 tháng 10 năm 1601  | 1598 – 24 tháng 10 năm 1601                   | Pfalz-Veldenz (Guttenberg)              | Không kết hôn |
| Georg Johann II |             | 24 tháng 6 năm 1586 – 29 tháng 9 năm 1654    | 1598 – 29 tháng 9 năm 1654                    | Pfalz-Veldenz (Guttenberg)              | Susanna xứ Sulzbach 6 tháng 6 năm 1603 4 người con |
| (Hội đồng nhiếp chính: 1600-c.1608/c.1615) |             |                                              |                                               |                                         | |
| Georg Wilhelm | không khung | 6 tháng 8 năm 1591 – 25 tháng 12 năm 1669    | 16 tháng 12 năm 1600 – 25 tháng 12 năm 1669   | Pfalz-Zweibrücken-Birkenfeld            | Dorothea xứ Solms-Sonnenwalde 30 tháng 11 năm 1616 6 người con Juliane xứ Salm-Grumbach 30 tháng 11 năm 1641 Không có con Anne Elisabeth nhà Öttingen-Öttingen 8 tháng 3 năm 1649 Không có con      |
| Christian I | không khung | 3 tháng 11 năm 1598 – 6 tháng 9 năm 1654     | 16 tháng 12 năm 1600 – 6 tháng 9 năm 1654     | Pfalz-Birkenfeld-Bischweiler            | Magdalena Katharina xứ Zweibrücken 14 tháng 11 năm 1630 8 người con Maria Johanna xứ Helfenstein-Wiesensteig 28 tháng 10 năm 1648 Không có con                                                      |
| Johann II Trẻ | không khung | 26 tháng 3 năm 1584 – 9 tháng 8 năm 1635     | 29 tháng 8 năm 1604 – 9 tháng 8 năm 1635      | Pfalz-Zweibrücken                       | Catherine xứ Rohan 28 tháng 8 năm 1604 1 người con Luise Juliane xứ Pfalz 4 tháng 8 năm 1612 8 người con                                                                                            |
| Friedrich Kasimir |             | 10 tháng 6 năm 1585 – 30 tháng 9 năm 1645    | 29 tháng 8 năm 1604 – 30 tháng 9 năm 1645     | Pfalz-Landsberg                         | Emilia Antwerpiana xứ Nassau 4 tháng 7 năm 1616 3 người con |
| Johann Kasimir | không khung | 20 tháng 4 năm 1589 – 18 tháng 6 năm 1652    | 29 tháng 8 năm 1604 – 18 tháng 6 năm 1652     | Pfalz-Kleeburg                          | Katarina của Thụy Điển 21 tháng 6 năm 1615 8 người con |
| Friedrich V Vị vua mùa đông | không khung | 26 tháng 8 năm 1596 – 29 tháng 11 năm 1632   | 19 tháng 9 năm 1610 – 23 tháng 2 năm 1623     | Kurpfalz                                | Elizabeth của Anh 14 tháng 2 năm 1613 13 người con |
| Vùng lãnh thổ của Friedrich cùng với chức vị tuyển hầu tước của ông truyền lại cho người kế nhiệm là Maximilian I, Công tước xứ Bayern, một người có quan hệ họ hàng xa với nhà Wittelsbach. Ngoài việc là một Tuyển hầu quốc xứ Pfalz, ông còn được biết đến với tư cách là một Tuyển hầu tước xứ Bayern. Từ năm 1648, ông cai trị xứ Bayern và Thượng Pfalz một mình, nhưng vẫn giữ được các chức vị tuyển hầu tước cũng như quyền cai trị tối cao trên toàn xứ Kurpfalz. Kurpfalz sát nhập trong thời gian ngắn vào Tuyển hầu quốc Bayern (1623 – 1648) |             |                                              |                                               |                                         | |
| Ludwig Philipp II | không khung | 23 tháng 11 năm 1602 – 6 tháng 1 năm 1655    | 19 tháng 9 năm 1610 – 6 tháng 1 năm 1655      | Pfalz-Simmern                           | Marie Eleonore xứ Brandenburg 4 tháng 12 năm 1631 7 người con |
| Wolfgang Wilhelm | không khung | 4 tháng 11 năm 1578 – 14 tháng 9 năm 1653    | 22 tháng 8 năm 1614 – 14 tháng 9 năm 1653     | Pfalz-Neuburg                           | Magdalene xứ Bayern 11 tháng 11 năm 1613 1 người con Katharina Charlotte xứ Zweibrücken 16 tháng 1 năm 1631 2 người con Maria Franziska xứ Fürstenberg-Heiligenberg 3 tháng 6 năm 1651 Không có con |
| August | không khung | 2 tháng 10 năm 1582 – 14 tháng 8 năm 1632    | 22 tháng 8 năm 1614 – 14 tháng 8 năm 1632     | Pfalz-Sulzbach                          | Hedwig xứ Schleswig-Holstein-Gottorf 17 tháng 7 năm 1620 7 người con |
| Johann Friedrich | không khung | 23 tháng 8 năm 1587 – 19 tháng 10 năm 1644   | 22 tháng 8 năm 1614 – 19 tháng 10 năm 1644    | Pfalz-Sulzbach (-Hilpoltsein)           | Sophie Agnes xứ Hessen-Darmstadt Tháng 7 năm 1624 8 người con |
| Christian August | không khung | 26 tháng 7 năm 1622 – 23 tháng 4 năm 1708    | 14 tháng 8 năm 1632 – 23 tháng 4 năm 1708     | Pfalz-Sulzbach                          | Amalie xứ Nassau-Siegen 3 tháng 4 năm 1649 5 người con |
| Leopold Ludwig | không khung | 1 tháng 2 năm 1625 – 29 tháng 9 năm 1694     | 3 tháng 6 năm 1634 – 29 tháng 9 năm 1694      | Pfalz-Veldenz                           | Agatha Christine xứ Hanau-Lichtenberg 4 tháng 7 năm 1648 12 người con |
| Veldenz chính thức sát nhập vào nhà nước Kurpfalz |             |                                              |                                               |                                         | |
| Friedrich I |             | 5 tháng 4 năm 1616 – 9 tháng 7 năm 1661      | 9 tháng 8 năm 1635 – 9 tháng 7 năm 1661       | Pfalz-Zweibrücken                       | Anna Juliane xứ Nassau-Saarbrücken 6 tháng 4 năm 1640 10 người con |
| Friedrich Ludwig | không khung | 27 tháng 10 năm 1619 – 11 tháng 4 năm 1681   | 30 tháng 9 năm 1645 – 9 tháng 7 năm 1661      | Pfalz-Landsberg                         | Juliane Magdalena xứ Zweibrücken 14 tháng 11 năm 1645 13 người con Maria Elisabeth Hepp 21 tháng 8 năm 1672 5 người con                                                                             |
| Friedrich Ludwig | không khung | 27 tháng 10 năm 1619 – 11 tháng 4 năm 1681   | 9 tháng 7 năm 1661 – 1677/11 tháng 4 năm 1681 | Pfalz-Zweibrücken                       | Juliane Magdalena xứ Zweibrücken 14 tháng 11 năm 1645 13 người con Maria Elisabeth Hepp 21 tháng 8 năm 1672 5 người con                                                                             |
| Pfalz-Landsberg chính thức sát nhập vào Pfalz-Zweibrücken |             |                                              |                                               |                                         | |
| Pfalz-Zweibrücken (cùng với Landsberg) sát nhập trong một thời gian ngắn vào Vương quốc Pháp (1677–1693) |             |                                              |                                               |                                         | |
| Karl Ludwig |             | 22 tháng 12 năm 1617 – 28 tháng 8 năm 1680   | 24 tháng 10 năm 1648 – 28 tháng 8 năm 1680    | Kurpfalz (Nhánh Simmern tái lập)        | Charlotte xứ Hessen-Kassel 22 tháng 2 năm 1650 3 người con Marie Luise xứ Degenfeld 6 tháng 1 năm 1658 13 người con Elisabeth Hollander xứ Bernau 11 tháng 12 năm 1679 1 người con                  |
| Karl Gustav | không khung | 8 tháng 11 năm 1622 – 13 tháng 2 năm 1660    | 18 tháng 6 năm 1652 – 6 tháng 6 năm 1654      | Pfalz-Kleeburg                          | Hedwig Eleonora xứ Holstein-Gottorp 24 tháng 10 năm 1654 1 người con |
| Johann Karl | không khung | 17 tháng 10 năm 1638 – 21 tháng 2 năm 1704   | 6 tháng 9 năm 1654 – 21 tháng 2 năm 1704      | Pfalz-Birkenfeld-Gelnhausen             | Sophie Amalie xứ Pfalz-Zweibrücken 1685 1 người con Esther-Maria xứ Witzleben 1696 5 người con |
| Adolf Johann I | không khung | 11 tháng 10 năm 1629 – 14 tháng 10 năm 1689  | 6 tháng 1 năm 1655 – 14 tháng 10 năm 1689     | Pfalz-Kleeburg                          | Elsa Beata Brahe 17 tháng 6 năm 1649 1 người con Elsa Elisabeth Brahe 1661 9 người con |
| Ludwig Heinrich |             | 11 tháng 10 năm 1640 – 3 tháng 1 năm 1674    | 6 tháng 1 năm 1655 – 1673/3 tháng 1 năm 1674  | Pfalz-Simmern                           | Maria xứ Orange-Nassau 23 tháng 9 năm 1666 Không có con |
| Pfalz-Simmern chính thức sát nhập vào xứ Kurpfalz |             |                                              |                                               |                                         | |
| Karl II Otto |             | 5 tháng 9 năm 1625 – 30 tháng 3 năm 1671     | 25 tháng 12 năm 1669 – 30 tháng 3 năm 1671    | Pfalz-Zweibrücken-Birkenfeld            | Margarete Hedwig xứ Hohenlohe-Neuenstein 26 tháng 9 năm 1658 3 người con |
| Christian II | không khung | 22 tháng 7 năm 1637 – 26 tháng 4 năm 1717    | 6 tháng 9 năm 1654 – 30 tháng 3 năm 1671      | Pfalz-Birkenfeld-Bischweiler            | Katharina Agathe xứ Rappoltstein 5 tháng 9 năm 1667 7 người con |
| Christian II | không khung | 22 tháng 7 năm 1637 – 26 tháng 4 năm 1717    | 30 tháng 3 năm 1671 – 26 tháng 4 năm 1717     | Pfalz-Zweibrücken-Birkenfeld            | Katharina Agathe xứ Rappoltstein 5 tháng 9 năm 1667 7 người con |
| Pfalz-Birkenfeld-Bischweiler chính thức tái sát nhập vào nhà nước Pfalz-Zweibrücken-Birkenfeld |             |                                              |                                               |                                         | |
| Karl II | không khung | 10 tháng 4 năm 1651 – 26 tháng 5 năm 1685    | 28 tháng 8 năm 1680 – 26 tháng 5 năm 1685     | Kurpfalz                                | Vilhelmine Ernestine của Đan Mạch 20 tháng 9 năm 1671 Không có con |
| Philipp Wilhelm | không khung | 24 tháng 11 năm 1615 – 2 tháng 9 năm 1690    | 14 tháng 9 năm 1653 – 2 tháng 9 năm 1690      | Pfalz-Neuburg                           | Anna Katarzyna Konstancja Waza 8 tháng 6 năm 1642 1 người con Elisabeth Amalie xứ Hesse-Darmstadt 3 tháng 9 năm 1653 17 người con                                                                   |
| Philipp Wilhelm | không khung | 24 tháng 11 năm 1615 – 2 tháng 9 năm 1690    | 26 tháng 5 năm 1685 – 2 tháng 9 năm 1690      | Kurpfalz                                | Anna Katarzyna Konstancja Waza 8 tháng 6 năm 1642 1 người con Elisabeth Amalie xứ Hesse-Darmstadt 3 tháng 9 năm 1653 17 người con                                                                   |
| Adolf Johann II |             | 21 tháng 8 năm 1666 – 27 tháng 4 năm 1701    | 14 tháng 10 năm 1689 – 27 tháng 4 năm 1701    | Pfalz-Kleeburg                          | Không kết hôn |
| Johann Wilhelm | không khung | 19 tháng 4 năm 1658 – 8 tháng 6 năm 1716     | 2 tháng 9 năm 1690 – 8 tháng 6 năm 1716       | Kurpfalz                                | Maria Anna Josepha của Áo 25 tháng 10 năm 1678 2 người con Anna Maria Luisa de' Medici 29 tháng 9 năm 1691 (Proxy) Không có con                                                                     |
| Karl III | không khung | 24 tháng 12 năm 1655 – 5 tháng 4 năm 1697    | 11 tháng 4 năm 1681 (?) – 5 tháng 4 năm 1697  | Pfalz-Zweibrücken                       | Ulrikke Eleonore của Đan Mạch 6 tháng 5 năm 1680 7 người con |
| Karl IV | không khung | 17 tháng 6 năm 1682 – 30 tháng 11 năm 1718   | 5 tháng 4 năm 1697 – 30 tháng 11 năm 1718     | Pfalz-Zweibrücken                       | Không kết hôn |
| Gustav | không khung | 12 tháng 4 năm 1670 – 17 tháng 9 năm 1731    | 27 tháng 4 năm 1701 – 30 tháng 11 năm 1718    | Pfalz-Kleeburg                          | Dorothea xứ Pfalz-Veldenz 10 tháng 7 năm 1707 Không có con Luise Dorothea xứ Hoffmann 1696 5 người con                                                                                              |
| Gustav | không khung | 12 tháng 4 năm 1670 – 17 tháng 9 năm 1731    | 30 tháng 11 năm 1718 – 17 tháng 9 năm 1731    | Pfalz-Zweibrücken                       | Dorothea xứ Pfalz-Veldenz 10 tháng 7 năm 1707 Không có con Luise Dorothea xứ Hoffmann 1696 5 người con                                                                                              |
| Pfalz-Kleeburg chính thức tái sát nhập vào Pfalz-Zweibrücken (1738). |             |                                              |                                               |                                         | |
| Frederick Bernard |             | 28 tháng 5 năm 1697 – 5 tháng 9 năm 1739     | 21 tháng 2 năm 1704 – 5 tháng 9 năm 1739      | Pfalz-Birkenfeld-Gelnhausen             | Ernestine Luise xứ Waldeck và Pyrmont 30 thàng 5 năm 1737 2 người con |
| Theodor Eustach | không khung | 14 tháng 2 năm 1659 – 11 tháng 7 năm 1732    | 23 tháng 4 năm 1708 – 11 tháng 7 năm 1732     | Pfalz-Sulzbach                          | Marie Eleonore xứ Hesse-Rotenburg 9 tháng 6 năm 1692 9 người con |
| Karl III Philipp | không khung | 4 tháng 11 năm 1661 – 31 tháng 12 năm 1742   | 8 tháng 6 năm 1716 – 31 tháng 12 năm 1742     | Kurpfalz                                | Liudvika Karolina Radvilaitė 10 tháng 8 năm 1688 4 người con Teresa Lubomirska 15 tháng 12 năm 1701 2 người con Violente Theresia Gräfin nhà Thurn và Taxis 1729 Không có con                       |
| Christian III | không khung | 7 tháng 11 năm 1674 – 3 tháng 2 năm 1735     | 6 tháng 4 năm 1717 – 17 tháng 9 năm 1731      | Pfalz-Zweibrücken-Birkenfeld            | Karoline xứ Nassau-Saarbrücken 21 tháng 9 năm 1719 4 người con |
| Christian III | không khung | 7 tháng 11 năm 1674 – 3 tháng 2 năm 1735     | 17 tháng 9 năm 1731 – 3 tháng 2 năm 1735      | Pfalz-Zweibrücken                       | Karoline xứ Nassau-Saarbrücken 21 tháng 9 năm 1719 4 người con |
| Pfalz-Zweibrücken-Birkenfeld tái sát nhập vào Pfalz-Zweibrücken |             |                                              |                                               |                                         | |
| Johann Christian | không khung | 23 tháng 1 năm 1700 – 20 tháng 7 năm 1733    | 11 tháng 7 năm 1732 – 20 tháng 7 năm 1733     | Pfalz-Sulzbach                          | Marie Henriette xứ La Tour d'Auvergne 15 tháng 2 năm 1722 2 người con Eleonora Philippina xứ Hessen-Rotenburg 21 tháng 1 năm 1731 Không có con                                                      |
| Christian IV | không khung | 6 tháng 9 năm 1722 – 5 tháng 11 năm 1775     | 3 tháng 2 năm 1735 – 5 tháng 11 năm 1775      | Pfalz-Zweibrücken                       | Marianne Camasse 1751 6 người con |
| Johann VI | không khung | 24 tháng 5 năm 1698 – 10 tháng 2 năm 1780    | 5 tháng 9 năm 1739 – 10 tháng 2 năm 1780      | Pfalz-Birkenfeld-Gelnhausen             | Sophie Charlotte xứ Salm-Dhaun 1743 8 người con |
| Karl IV Theodor | không khung | 11 tháng 12 năm 1724 – 16 tháng 2 năm 1799   | 20 tháng 7 năm 1733 – 31 tháng 12 năm 1742    | Pfalz-Sulzbach                          | Elisabeth Auguste xứ Sulzbach 17 tháng 1 năm 1742 1 người con Maria Leopoldine xứ Áo-Este 15 tháng 2 năm 1795 Không có con                                                                          |
| Karl IV Theodor | không khung | 11 tháng 12 năm 1724 – 16 tháng 2 năm 1799   | 31 tháng 12 năm 1742 – 30 tháng 12 năm 1777   | Kurpfalz                                | Elisabeth Auguste xứ Sulzbach 17 tháng 1 năm 1742 1 người con Maria Leopoldine xứ Áo-Este 15 tháng 2 năm 1795 Không có con                                                                          |
| Karl IV Theodor | không khung | 11 tháng 12 năm 1724 – 16 tháng 2 năm 1799   | 30 tháng 12 năm 1777 – 16 tháng 2 năm 1799    | Kurpfalz và Tuyển hầu quốc Bayern       | Elisabeth Auguste xứ Sulzbach 17 tháng 1 năm 1742 1 người con Maria Leopoldine xứ Áo-Este 15 tháng 2 năm 1795 Không có con                                                                          |
| Karl II August | không khung | 29 tháng 10 năm 1746 – 1 tháng 4 năm 1795    | 5 tháng 11 năm 1775 – 1 tháng 4 năm 1795      | Pfalz-Zweibrücken                       | Maria Amalie xứ Sachsen 12 tháng 2 năm 1774 1 người con |
| Karl Johann |             | 13/17 tháng 9 năm 1745 – 31 tháng 3 năm 1789 | 31 tháng 3 năm 1789 – 1799                    | Pfalz-Birkenfeld-Gelnhausen             | Không kết hôn |
| Pfalz-Birkenfeld-Gelnhausen chính thức sát nhập vào Tuyển hầu quốc Bayern |             |                                              |                                               |                                         | |
| Maximilian I Joseph | không khung | 27 tháng 5 năm 1756 – 13 tháng 10 năm 1825   | 1 tháng 4 năm 1795 – 16 tháng 2 năm 1799      | Pfalz-Zweibrücken                       | Auguste Wilhelmine xứ Hesse-Darmstadt 30 tháng 9 năm 1785 5 người con Karoline xứ Baden 9 tháng 3 năm 1797 7 người con                                                                              |
| Maximilian I Joseph | không khung | 27 tháng 5 năm 1756 – 13 tháng 10 năm 1825   | 16 tháng 2 năm 1799 – 27 tháng 4 năm 1803     | Kurpfalz và Tuyển hầu quốc Bayern       | Auguste Wilhelmine xứ Hesse-Darmstadt 30 tháng 9 năm 1785 5 người con Karoline xứ Baden 9 tháng 3 năm 1797 7 người con                                                                              |
| Maximilian I Joseph | không khung | 27 tháng 5 năm 1756 – 13 tháng 10 năm 1825   | 27 tháng 4 năm 1803 – 1 tháng 1 năm 1806      | Tuyển hầu quốc Bayern                   | Auguste Wilhelmine xứ Hesse-Darmstadt 30 tháng 9 năm 1785 5 người con Karoline xứ Baden 9 tháng 3 năm 1797 7 người con                                                                              |
| Pfalz-Zweibrücken chính thức sát nhập vào Tuyển hầu quốc Bayern |             |                                              |                                               |                                         | |
| Kurpfalz chính thức sát nhập vào Tuyển hầu quốc Bayern |             |                                              |                                               |                                         | |

Nhà nước Kurpfalz sau đó bị giải thể trong chiến tranh Cách mạng Pháp. Phần phía Tây bị chiếm và sát nhập sau đó bởi Pháp (bắt đầu từ năm 1795); phần phía Đông bị sát nhập hoàn toàn bởi phiên hầu quốc Baden vào năm 1803. Từ thời điểm này trở đi, nhà nước Rheinpfalz độc lập hoàn toàn biến mất trên bản đồ nước Đức cận đại, theo sau đó là sự sụp đổ của đế quốc La Mã Thần thánh năm 1806 cùng sự biến mất đối với quyền lực và trách nhiệm của các tuyển hầu tước cùng với đế quốc.

## Thời kỳ sau này
Sau nền đại khôi phục sau này, Hạ Pfalz được tái khôi phục và trở thành một trong tám đơn vị hành chính lớn của vương quốc Bayern, tuy vậy các tuyển hầu tước không còn giữ bất kỳ quyền lực nào đối với vùng đất này nữa. Sau thế chiến thứ II, chính quyền quân quản Hoa Kỳ tại Đức tách Rheinpfalz khỏi Bayern và sát nhập nó với các vùng lãnh thổ xung quanh để tạo nên một bang mới với tên gọi là Rheinland-Pfalz (thủ phủ bang là thành phố Mainz). Người dân, vốn đã bị chính quyền Munich bỏ rơi sau nhiều thế hệ và do đó, đồng ý thành lập bang trong một cuộc trưng cầu dân ý
Người đứng đầu nhà Wittelsbach hiện tại là Franz, Công tước xứ Bayern (sinh 1933). Ông vẫn sử dụng danh xưng cũ là Hoàng gia Điện hạ (His Royal Highness) công tước xứ Bayern, công tước xứ Swachben và Franken, Hành cung Bá tước vùng Rhein.